# Aeropuerto de Pamplona
Luchthaven Pamplona (Spaans: Aeropuerto de Pamplona) (IATA: PNA, ICAO: LEPP) is een luchthaven bij de Spaanse stad Pamplona. De luchthaven staat ook bekend onder de naam Aeropuerto de Pamplona-Noáin.